# Ernest Koliqi
Ernest Koliqi (ur. 20 maja 1903 w Szkodrze, zm. 15 stycznia 1975 w Rzymie) – albański pisarz, tłumacz i polityk, brat Mikela Koliqiego. Pisał także pod pseudonimami: Hilushi, Hilush Vilza i Borizani.

## Życiorys
Syn Shana Koliqiego i Agi z d. Simoni. Kształcił się w szkole jezuickiej we włoskiej Brescii, gdzie zetknął się po raz pierwszy z literaturą włoską, ale także sam zaczął pisać wiersze i opowiadania w języku włoskim. Kolejnym miejscem jego edukacji było Bergamo, gdzie wraz z innymi uczniami zakładał pismo Noi, giovanni (My, młodzi), publikujące wiersze młodych poetów.
Po utworzeniu w 1920 przez Sulejmana Delvinę pierwszego samodzielnego rządu albańskiego, młody Ernest powrócił do rodzinnej Szkodry, aby poświęcić się pracy pedagogicznej. Razem z Antonem Harapim i Nushem Topallim w 1923 założył w Szkodrze jedno z najbardziej poczytnych pism społeczno-politycznych Ora e maleve (Duch gór). Po objęciu władzy przez Ahmeda Zogu w 1924 r., Koliqi uciekł do Królestwa SHS i został internowany w bośniackiej Tuzli. Znalazł się tam w towarzystwie kilku przywódców plemiennych z północnej Albanii, którzy podobnie jak on opuścili Albanię. Od nich uczył się zarówno zasad prawa zwyczajowego, jak też tradycyjnych pieśni epickich, śpiewanych w ich rodzinnych stronach. W 1928 wyjechał z Tuzli i zamieszkał w Bari. Wrócił do kraju w 1930 i rozpoczął pracę w szkole handlowej we Wlorze, a następnie w liceum w Szkodrze. W tym czasie poświęcił się tłumaczeniom literatury włoskiej na język albański. Największym jego osiągnięciem w tej dziedzinie była dwutomowa antologia Poetët e mëdhej t’Italis (Wielcy włoscy poeci), wydana w Tiranie, w latach 1932–1936.
W roku 1933 Koliqi rozpoczął studia na uniwersytecie w Padwie. Ukończył studia w 1937, pisząc pracę poświęconą albańskiej epice ludowej, pod kierunkiem prof. Carlo Tagliaviniego. Nie utracił w tym czasie kontaktu z ojczyzną, pisząc dla tygodnika kulturalnego Illyria, wydawanego w Tiranie od 1934. We Włoszech Koliqi zyskał w latach trzydziestych sławę jednego z najwybitniejszych specjalistów od kultury albańskiej. W 1939 r. otrzymał nominację na kierownika katedry języka i literatury albańskiej, na uniwersytecie w Rzymie.
Fascynacja Koliqiego kulturą włoską sprawiła, że akceptował politykę włoską w okresie rządów Mussoliniego, w tym także włoską okupację Albanii. 
16 kwietnia 1939 był członkiem delegacji albańskiej, która udała się do Rzymu, aby prosić króla Włoch Wiktora Emanuela III o przyjęcie korony albańskiej. Z rąk włoskich przyjął nominację na stanowisko ministra edukacji i pełnił je do 1941 r. W tym samym czasie przygotował dwutomową antologię dzieł pisarzy albańskich – Shkrimtarët shqiptarë, wydaną w Tiranie w 1941 r. Od 1940 r. kierował wydawanym w Tiranie pismem Shkëndija. Największą zasługą Koliqiego, jako ministra edukacji było powołanie do życia w zjednoczonym z Albanią Kosowie sieci szkół albańskojęzycznych i zapewnienie stypendiów dla Albańczyków, umożliwiających studia we Włoszech i w Austrii.
W 1942 r. Koliqi stanął na czele Instytutu Studiów Albańskich (alb.: Instituti i Studimevet Shqiptare), poprzednika Akademii Nauk Albanii. W 1943 r., już w okresie okupacji niemieckiej stanął na czele Faszystowskiej Wielkiej Rady, którą to funkcję pełnił formalnie do 1944. Po klęsce Niemiec Koliqi wyjechał do Włoch, gdzie pozostał do swojej śmierci. W Rzymie redagował w latach 1957–1973 jeden z najciekawszych albańskich magazynów literackich, wydawanych na emigracji – pismo Shejzat (Plejady). W samej Albanii był regularnie obiektem ataków, zaś jego dzieła traktowano jako przykład literatury faszystowskiej.
Bogaty dorobek literacki Koliqiego z okresu emigracji skupiał się na problemie konfrontacji tradycyjnych wartości kultury albańskiej i prawa zwyczajowego z kulturą Zachodu. Jego twórczość niedostępna w Albanii, w okresie rządów Envera Hodży została odkryta dopiero w latach 90. XX wieku, już po śmierci autora.
Imię Koliqiego nosi szkoła francusko-albańska w Tiranie, a także ulice w Tiranie, Szkodrze i w Shirokë.

## Dzieła opublikowane
- 1924: Kushtrimi i Skanderbeut (Wezwanie Skanderbega), Tirana.
- 1929: Hija e maleve (Duch gór), Zadar.
- 1933: Gjurmat e stinve (Ślady pór roku, poezja), Tirana.
- 1935: Tregtar flamujsh (Handlarz sztandarów), Tirana.
- 1941: Symfonija e shqipevet (Symfonia orłów), Tirana.
- 1959: Kangjelet e Rilindjes (Pieśni Odrodzenia), Rome.
- 1960: Shija e bukës së mbrûme (Smak chleba na zakwasie).
- 1963: Antologia della lirica albanese (Antologia liryki albańskiej), Mediolan.
- 1972: Saggi di letteratura albanese (Eseje o literaturze albańskiej), Florencja.
- 1992: Djepi i arit : novelë, Szkodra
- 1995: Hanë gjaku: tregime dhe novela të zgjedhura (Krew Hany: opowiadania i nowele zebrane), Tirana.
- 1997: Rrâjët lëvizin : ngjarje me një dukë, Szkodra
- 1999: Kritikë dhe estetikë, (Krytyka i estetyka), Tirana
- 2001: Pasqyrat e narçizit: tregime (Opowieści narcyza: opowiadania), Szkodra.